# Magyar Unitárius Egyház

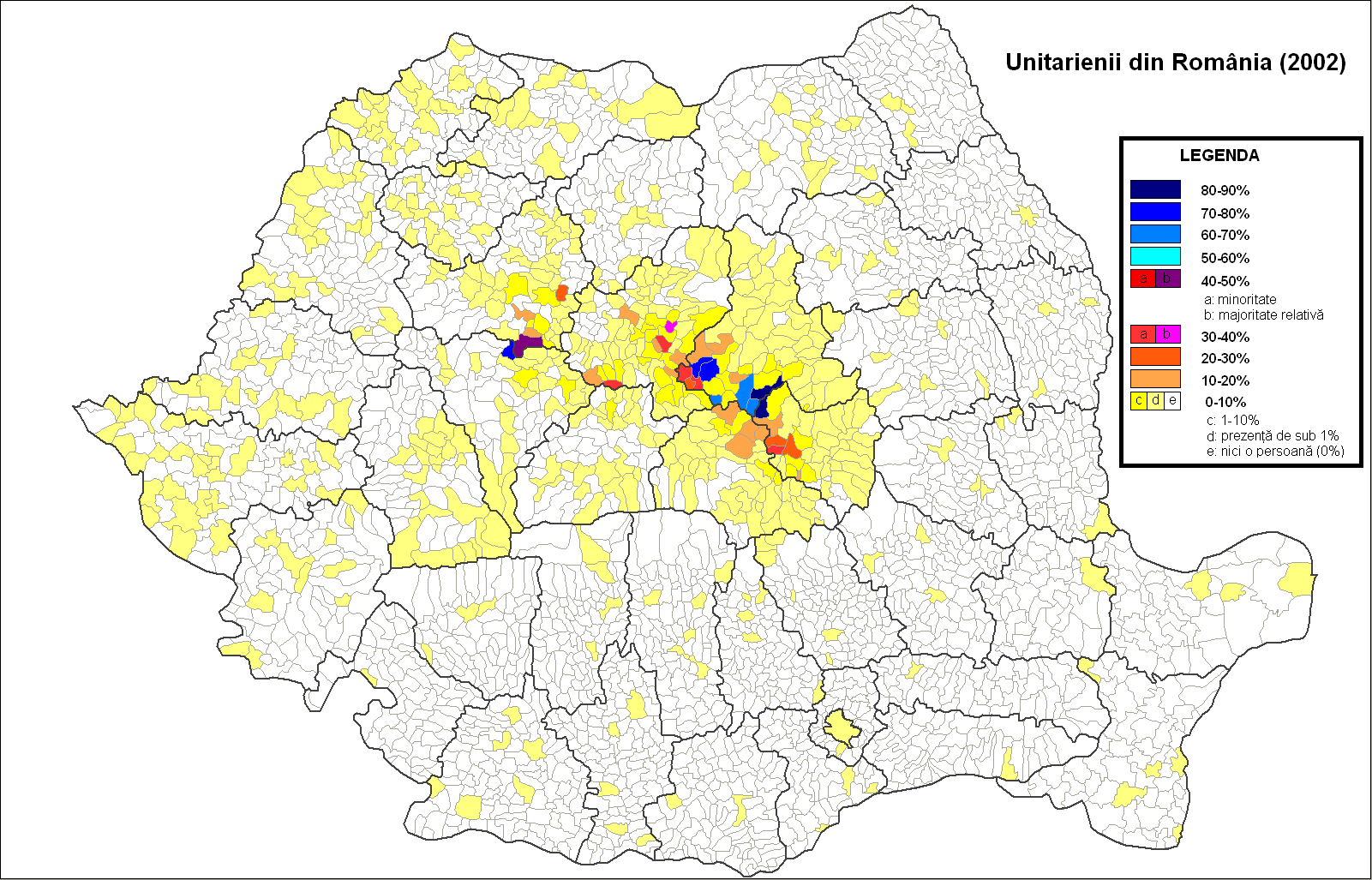
Unitáriusok Romániában a 2002-es népszámlálás alapján

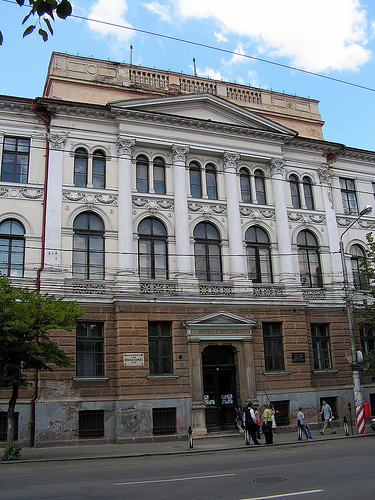
Az erdélyi unitárius püspökség és a János Zsigmond Unitárius Kollégium épülete Kolozsváron

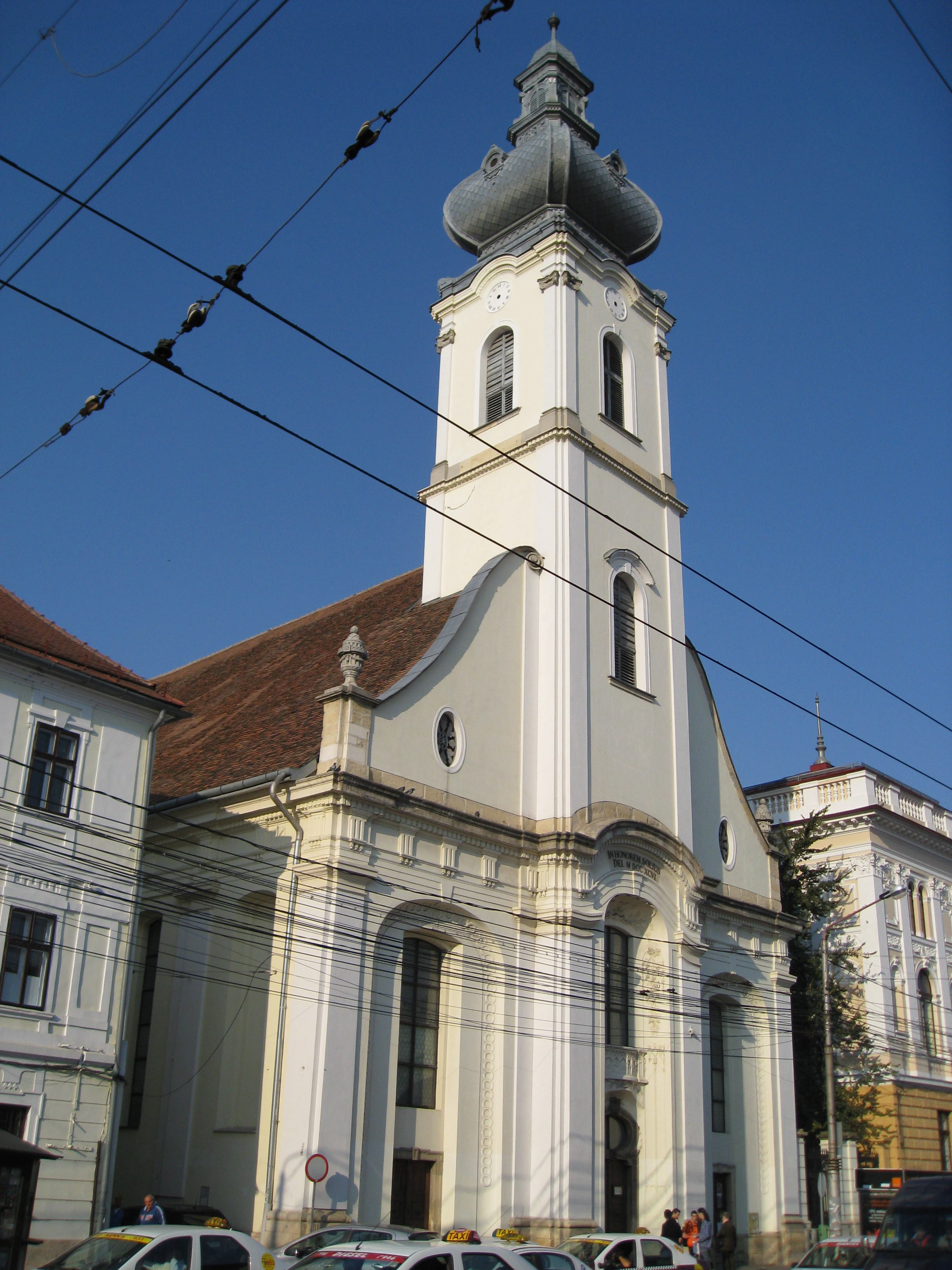
A kolozsvári belvárosi unitárius templom (a három kolozsvári templom egyike)

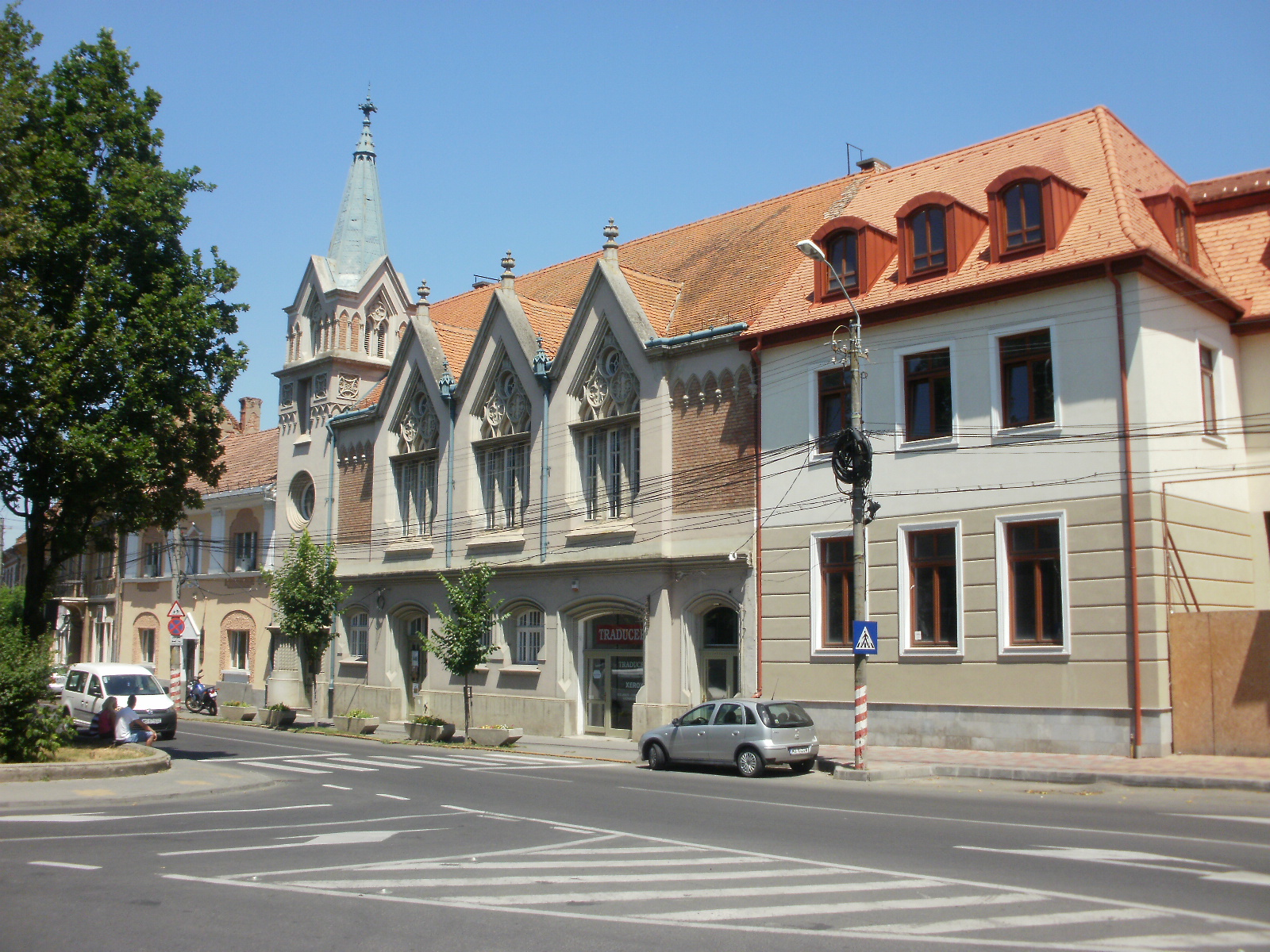
A marosvásárhelyi Bolyai téri unitárius templom

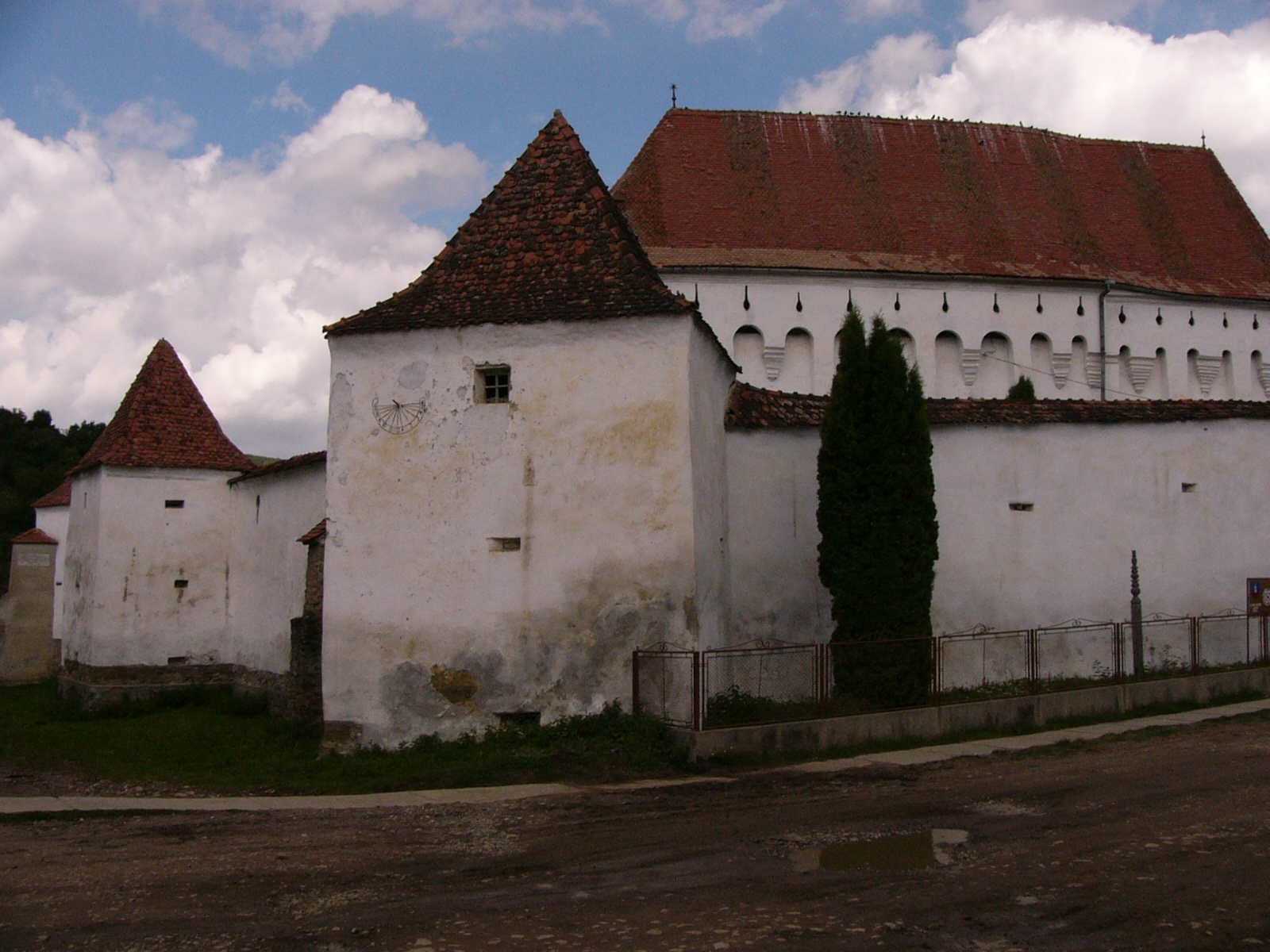
A székelyderzsi unitárius templom (a világörökség részét képező hét erdélyi erődtemplom egyike)

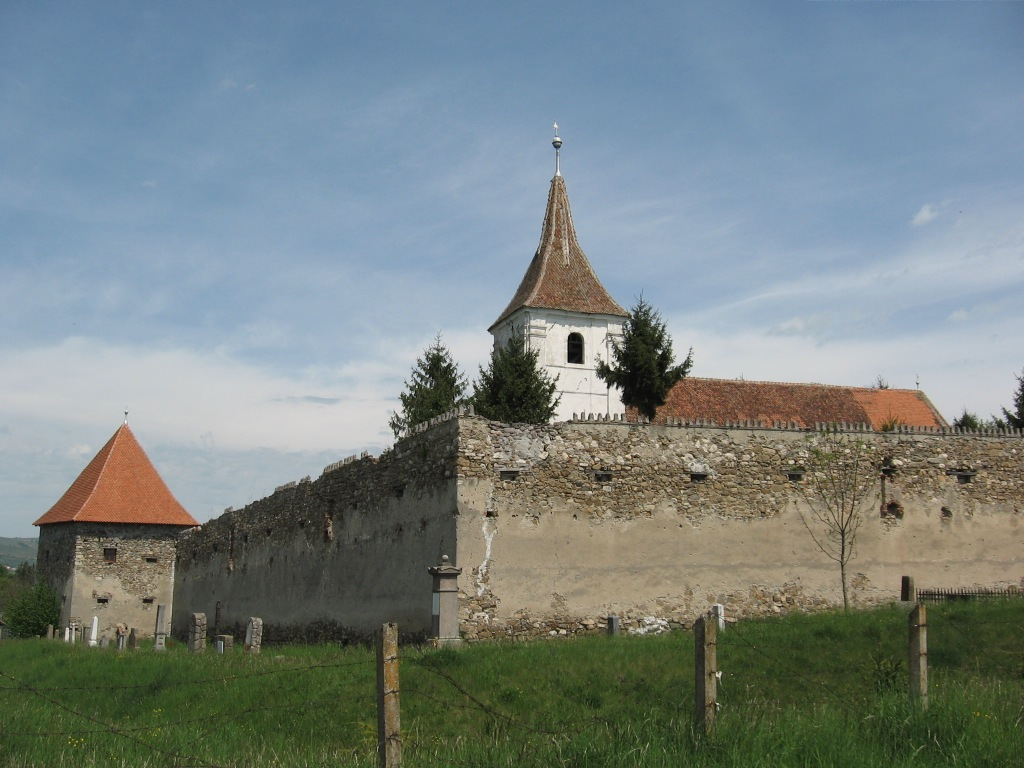
A nagyajtai unitárius templom

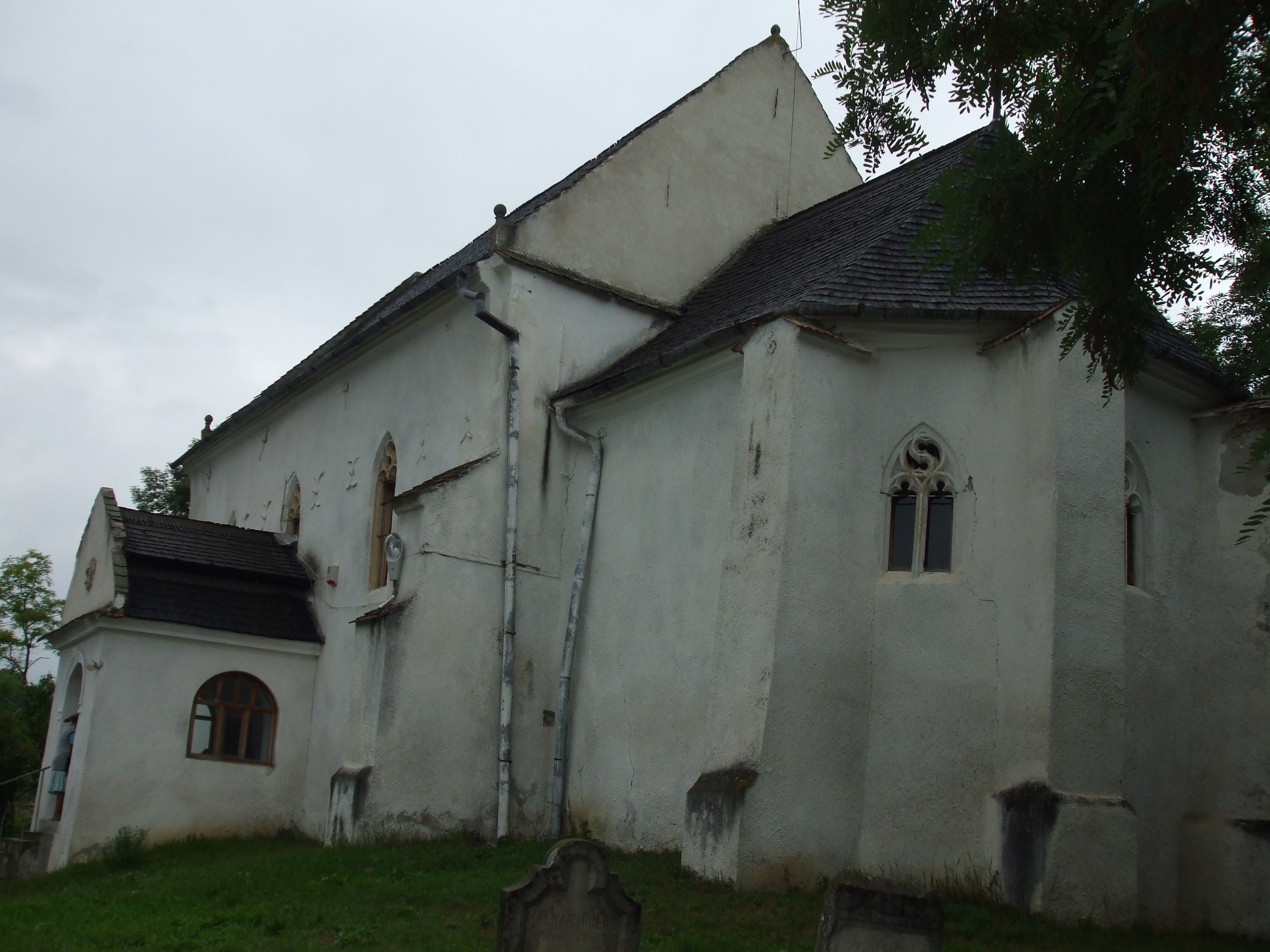
A magyarszováti unitárius templom

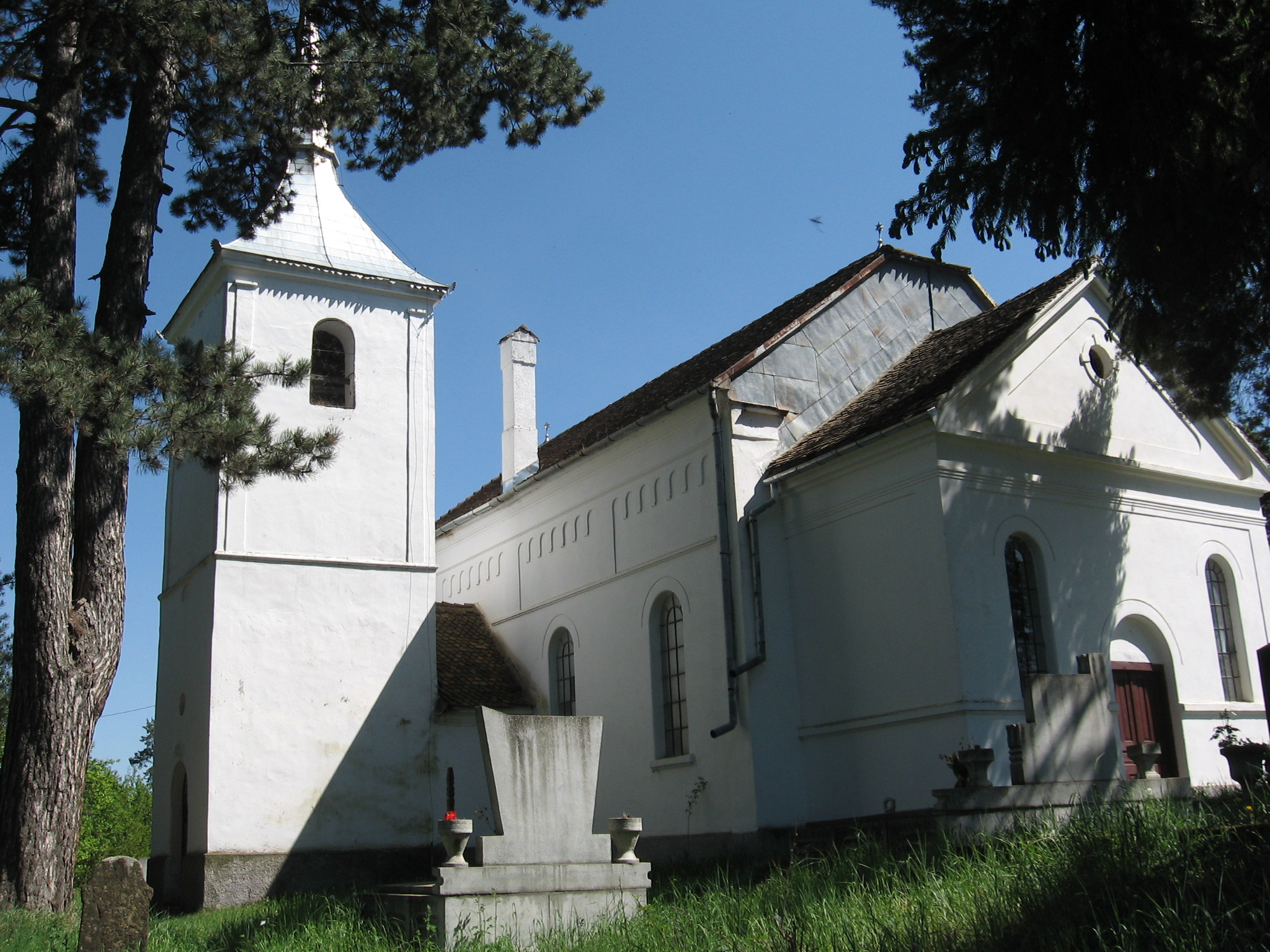
A sepsikőröspataki unitárius templom

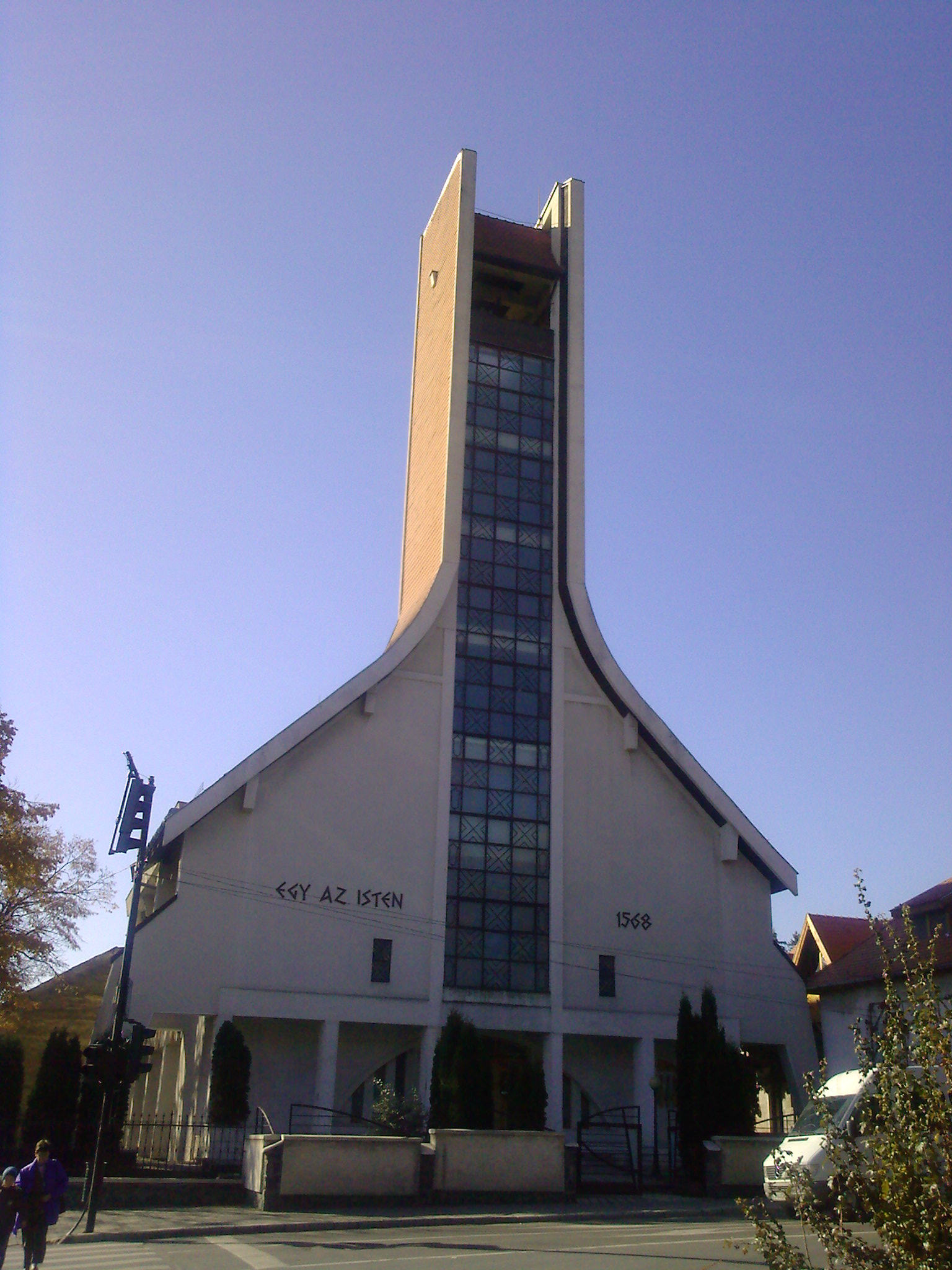
A sepsiszentgyörgyi unitárius templom a Kós Károly úton

A Magyar Unitárius Egyház 2010. november 22-én jött létre, Kolozsvár központtal, miután az Erdélyi Unitárius Egyház (a Romániában élő unitáriusok közössége) egyesült a Magyarországi Unitárius Egyházzal. 
Tagjainak túlnyomó része Erdély keleti felében él, Erdély lakosságának kb 1%-át teszik ki.

## Története
Az unitárius egyházat Dávid Ferenc alapította a reformáció folytatásaként. Az alapítás évének 1568-at tekintik, amikor a tordai országgyűlés kimondta a lelkiismeret és vallásgyakorlás szabadságát, az addigi három elismert felekezet (katolikus, lutheránus, református) mellé beemelve az unitárius vallást is. János Zsigmond erdélyi fejedelem az egyház erős támogatója volt; az 1571-ben tartott marosvásárhelyi országgyűlésen megerősítette a tordai országgyűlés határozatát. A fejedelem a gyulafehérvári nyomdát Dávid Ferenc rendelkezésére bocsátotta az unitárius tanok terjesztésére. Maga az unitárius elnevezés először 1600-ban fordult elő; az egyház hivatalosan 1638 óta használja.
János Zsigmond halála után a katolikus Báthori fejedelmek teret nyitottak az ellenreformációnak. Báthory Kristóf eltiltotta Dávid Ferencet a prédikálástól és Déva várában börtönbe záratta. A reformáció további terjedésének megakadályozására jezsuitákat hozott az országba. Dávid Ferenc halála után az unitárius vallás védelmezője Enyedi György volt. Az erdélyi fejedelmek közül János Zsigmondon kívül az udvarhelyi születésű Székely Mózes is unitárius volt. Az 1605-ben megválasztott Bocskai István fejedelem a jezsuitákat kitiltotta Erdélyből és az unitáriusoknak visszaadta elvett templomaikat és főiskolájukat.
A Habsburg uralom az átmeneti hanyatlás időszakát hozta el az unitárius egyház számára, ahogy a többi történelmi protestáns egyház számára is. A Habsburgok uralma alatt a protestánsok minden téren hátrányt szenvedtek a katolikusokkal szemben. Az unitáriusok is számos templomukat vesztették el. Mária Terézia még olyan olyan fontos templomokat is elvett az egyháztól, mint az unitárius fellegvárnak számító Székelykeresztúr főtéri temploma. Mindezek az intézkedések a hívek valós számától függetlenül történtek meg, ott is, ahol szinte kizárólag protestáns lakosságú települések eklézsiái kényszerültek lemondani templomaikról – elenyésző számú katolikus közösségek javára.
A türelmi rendelet végül mérsékelte a protestánsokat és zsidókat érő hátrányos megkülönböztetést az országban – noha korántsem teremtett kiegyenlített erőviszonyokat. Lehetővé tette ugyan a protestánsok és zsidók szabad vallásgyakorlását szabályozott körülmények között, de továbbra is biztosította minden téren a katolikusok abszolút elsőbbségét (pl. a vegyes házasságok esetén a rendelet szerint a protestáns apáknak csak fiúgyermekei lesznek protestánsok, míg a katolikus apák valamennyi gyermeke katolikus). Minden fennmaradó hátrány ellenére a rendelet lassította a protestánsok fogyását a birodalom területén.
Az első világháború nagy veszteségeket hozott az unitáriusok számára is, a trianoni békeszerződés pedig kisebbségi sorsba taszította a hívek zömét, kettészakítva az egyházat is. A hívek legnagyobb része Románia területére került, míg kisebb részük (néhány ezer lélek) a Csonka-Magyarország polgára maradt. Az intézményes kettéválás mindezek ellenére sokáig nem történt meg.
Észak-Erdély visszacsatolása után az egyház híveinek legnagyobb része újra egyazon ország területére került, majd a háború utáni elcsatolás következtében a hívek többsége (nyolc egyházkör unitárius közössége) újra Románia polgára lett. A budapesti egyházkör – egyedüliként – Magyarország területére került. A fenti körülmények ellenére az egyház egysége de jure sértetlen maradt 1968-ig. 1968-ban a Magyarországra szakadt egyházkör önállósult, és Magyarországi Unitárius Egyház néven, saját vezetőséggel különálló egyházként működött 2010-ig.
A kommunizmus egyházellenessége és ateista propagandája hatalmas károkat okozott az egyházaknak. Az unitárius egyházat hangsúlyos magyar jellege miatt ez különösen hátrányosan érintette, így arányaiban a nagyobb történelmi egyházaknál súlyosabb károkat szenvedett el. 1948-ban a kommunista hatalom államosította az egyházi birtokokat és intézményeket is. Az Erdélyi Unitárius Egyház ekkor veszítette el legfontosabb intézményeit, köztük a két legjelentősebb kollégiumát (a kolozsvári és székelykeresztúri unitárius kollégiumokat). Ezeket az intézményeket csak a rendszerváltozás után sikerült újjáalapítaniuk, épületeik visszaszolgáltatására pedig további hosszú éveket kellett várniuk.
A rendszerváltozás után a történelmi egyházak is újra megerősödhettek. Valamennyi protestáns egyház újjászerveződött, rendezte saját státusát. Ekkor fogadtak el új szabályzatokat, kánont és alapító okiratokat a reformátusok és evangélikusok mellett az unitáriusok is.
A demokratizálódó Romániában az unitárius egyház legfőbb feladata a kommunizmus előtti állapotok helyreállítása, az egyházi élet és oktatás újraszervezése és megerősítése, továbbá elorzott egyházi javak visszaszerzése volt. Újjáalapították két legfontosabb oktatási intézményüket, a kolozsvári János Zsigmond Unitárius Kollégiumot és a székelykeresztúri Berde Mózes Unitárius Gimnáziumot is.
Az 501/2001 számú, az egyházi ingatlanok visszaszolgáltatásáról szóló törvény értelmében az egyházak visszaigényelhették régi épületeiket. A visszaszolgáltatások nyomán az egyház két középiskolája is visszakerülhetett egykori épületébe. A változások óta az egyház püspöki hivatalának is a János Zsigmond Unitárius Kollégium ad otthont.
2010. november 22-én, 42 év után az Unitárius Egyház egysége is helyreállt. Az Erdélyi Unitárius Egyház a két egyházrész egyháztanácsainak közös döntése révén újraegyesült a Magyarországi Unitárius Egyházzal. Az egyesült egyház neve Magyar Unitárius Egyház lett. Az egyház egységének helyreállítását a két egyházrész közös alapdokumentumok elfogadásával készül véglegesíteni. Az egyesített egyház központja Kolozsvár, püspöke pedig Kovács István erdélyi unitárius püspök. A 2011-es népszámlálás során Romániában 57 686, Magyarországon 6266 unitáriust jegyeztek fel.

## Egyházszervezet és egyházvezetés
Az Erdélyi Unitárius Egyház, a többi erdélyi protestáns egyházhoz hasonlóan zsinat-presbiteri elv alapján szerveződik, ugyanakkor episzkopális jellegű. Püspöke 2021-től Kovács István. Az egyház alapítása óta egyetlen püspökséget alkot, csupán az 1968-as kényszerű "szakadás" utáni időszakban volt két unitárius püspökség a Kárpát-medencében. A két püspökség egyszersmind két különálló egyházat is alkotott (a magyarországi Magyarországi Unitárius Egyház néven működött, a 2010-es újraegyesülésig). Az Erdélyi Unitárius Egyház létrejöttekor nyolc egyházkört alkotott, melyek közül később néhányat összevontak. Mára csak hat egyházkört alkotnak az erdélyi gyülekezetek (összesen 123 egyházközség). Az egyes egyházkerületek élén a keblitanács áll, amely megfelel a más protestáns egyházak terminológiája szerinti presbitériumnak (helyenként így is használják). Az unitárius egyházban a választott presbitereket hagyományosan keblitanácsosnak nevezik.
Az egyházkör terminus megfelel a református egyház terminológiája szerinti egyházmegye fogalmának, és nagyjából a katolikus egyházi hierarchia szerinti esperesi körzettel egyenértékű szervezeti szint. Az egyházkörök élén esperesek és felügyelő gondnokok állnak, akiknek elnöklete alatt működik az egyházkör főtanácsa.
Az unitárius egyház legfelső döntéshozó szerve a zsinat, amelyben az egyházi és világi képviselők egyenlő számban képviseltetik magukat. A zsinatot társelnökként a püspök és a rangidős főgondnok hívhatja össze (meghatározott időközönként) és elnökölheti. Az Erdélyi Unitárius Egyháznak, más zsinatpresbiteri protestáns egyházaktól eltérően nem egy, hanem két főgondnoka van (ily módon az egyház legfelső vezetésében is egyenlő az egyháziak és világiak száma, hiszen a püspök mellett a főjegyző is lelkészi vezető). A főgondnokok megszokott teendőit és funkcióit a rangidős főgondnok gyakorolja a zsinaton és az egyház főtanácsában, akadályoztatása esetén lép helyébe a másik főgondnok.
A zsinat a legfontosabb egyházi döntésekkel foglalkozik csupán, egyfajta alkotmányozó testületként. A zsinat alkotja meg, fogadja el vagy módosítja az Egyházi Alaptörvényt, a Protestáns Teológiai Intézet unitárius tagozatának és a legfontosabb unitárius intézményeknek, testületeknek az alaptörvényeit, szabályzatait, de a liturgikus iratokat, kátékat is. A zsinat határozza meg továbbá az ünnepeket és azok időpontját és az istentiszteleti rendet. A lelkészeket, püspököket, egyházi tisztségviselőket szintén a zsinat választja, illetve szenteli fel.
A zsinat által megszabott keretek között a legtöbb egyházi rendelkezést az Erdélyi Unitárius Egyház Főtanácsa hozza meg. A Főtanács egyfajta kormányzati szervként működik, rendeletértékű törvényhozási joggal (az általa meghozott törvények és szabályok azonban nem ütközhetnek a zsinat által elfogadott alaptörvényekkel). A gazdasági, egyházszervezeti és felügyeleti kérdésekkel a főtanács foglalkozik. A főtanácsban – a zsinattal ellentétben – többségben vannak a világi tagok: a zsinat egyenlő számú egyházi és világi képviselője helyett itt 70 világi és 40 egyházi tanácsos van. A Főtanács székhelye Kolozsvár, de szükség esetén máshová is összehívható.
A Zsinat és a Főtanács mellett a harmadik legfontosabb testület az Egyházi Képviselő Tanács, amelynek nincs törvény- vagy rendeletalkotási jogköre, hanem kizárólag a Zsinat és a Főtanács képviseletében járhat el, egyfajta végrehajtó testületként. A képviselőtanács érvényesíti a zsinat alaptörvényeit és a főtanács rendelkezéseit, szabályzatait.
Az egyházban ítélkező főhatóság (és kisebb szintű, egyházköri vagy gyülekezeti hatóság) is létezik, amelyet nem fegyelmi bizottságnak, hanem bíróságnak neveznek.
A fenti testületek biztosítják, hogy az egyházban a zsinat-presbiteri egyházszervezet demokratikus, képviseleti egyházvezetési módja maradéktalanul érvényesülhessen az alkotmányozó, törvényhozó, végrehajtó és bíráskodó szervezetek által.
Az egyház valamennyi ilyen testülete képviseleti úton működik, akárcsak a többi zsinat-presbiteri protestáns egyházban. Valamennyi hívő választhat és választható keblitanácsosnak, zsinati tagnak vagy főtanácsosnak. A választhatóság egyetlen feltétele, hogy az illető hívő felnőtt (és konfirmált) tagja legyen a gyülekezetnek, gyermekeit (ha vannak) megfelelő valláserkölcsi nevelésben részesítse, illetve a közgyűlés időpontját megelőző évvel bezáróan hiánytalanul kifizesse az egyházadót. Az ezen feltételeknek megfelelő gyülekezeti tagok titkos szavazással jelölnek és választanak elöljárókat maguk közül. A választott elöljárók meghatározott mandátum erejéig tölthetik be tisztségüket, és a megfelelő szabályzatokban előírtak szerint egyszer vagy többször újraválaszthatók. A püspökök és főgondnokok 6 éves mandátumot kapnak és egyszer választhatók újra, míg az esperesek és felügyelő gondnokok 4 éves mandátummal kétszer is újraválaszthatók. Ily módon valamennyi elöljáró összesen maximum 12 évig töltheti be hivatalát (ez a mandátumrendszer egyébként megfelel a többi erdélyi protestáns egyházénak).

### Főtisztviselők
Az egyház püspöke 1996–2008 között Szabó Árpád volt. 2008. december 6-án a Fehéregyházi Zsinaton az Egyház 31. püspökének Bálint Benczédi Ferencet választották.
2021. július 10-én a Kolozsvári Zsinaton Kovács Istvánt választották püspöknek.
2021-ben az egyház főtisztviselői:
- Kovács István – püspök
- Farkas Emőd – főgondnok
- Sándor Krisztina – főgondnok
- Rácz Norbert Zsolt – főjegyző
- Lőrinczi Lajos – közügyigazgató

### Egyházkörök
- Kolozs-Tordai Egyházkör
- Marosi Egyházkör
- Küküllői Egyházkör
- Székelykeresztúri Egyházkör
- Székelyudvarhelyi Egyházkör
- Háromszék-Felsőfehéri Egyházkör

## Oktatási intézményei
- Protestáns Teológiai Intézet – Kolozsvár, egyházi felsőoktatás (a Romániai Református Egyházzal és a Romániai Evangélikus-Lutheránus Egyházzal közösen fenntartott intézmény)
- János Zsigmond Unitárius Kollégium, Kolozsvár
- Berde Mózes Unitárius Gimnázium, Székelykeresztúr
- Unitárius Óvoda, Kolozsvár